# Садки (Тарасовский район)
Садки́ — хутор в Тарасовском районе Ростовской области.
Входит в состав Митякинского сельского поселения.

## Население
| 2010 |
| ---- |
| 94   |

## Улицы
На хуторе имеется одна улица — Заречная.

## Археология
Рядом с хутором находится памятник археологии:
- Поселение «Садки I» — в 1,0 км к востоку от хутора.